# 교수 내용 지식
교수 내용 지식(PCK)은 가르치기 위한 내용지식으로 교과의 특징적인 내용지식의 구조에 대해 학습자를 고려하여 전달하는 양식이다. 교과목이 교사의 지식으로부터 교육 내용으로 전환되는 과정에서 교사가 내용과 가르치는 방법을 혼합하여 특정의 문제나 주제를 어떻게 조직하고 표현하는가에 관계된 것이다. 유형으로는 은유, 비유, 직유, 예증, 예시, 감정이입, 비교, 유추 등이 있다.